# Буенос-Айрес (Панама)
Буе́нос-А́йрес (ісп. Buenos Aires) — селище в Панамі. Розташоване у районі Чаме провінції Західна Панама. За даними 2010-го року населення складало 2030 осіб.

## Клімат
Містечко знаходиться у зоні, котра характеризується кліматом тропічних саван. Найтепліший місяць — квітень із середньою температурою 27.8 °C (82 °F). Найхолодніший місяць — жовтень, із середньою температурою 26.4 °С (79.6 °F).
| Клімат Буенос-Айреса    | Клімат Буенос-Айреса | Клімат Буенос-Айреса | Клімат Буенос-Айреса | Клімат Буенос-Айреса | Клімат Буенос-Айреса | Клімат Буенос-Айреса | Клімат Буенос-Айреса | Клімат Буенос-Айреса | Клімат Буенос-Айреса | Клімат Буенос-Айреса | Клімат Буенос-Айреса | Клімат Буенос-Айреса | Клімат Буенос-Айреса |
| Показник                | Січ.                 | Лют.                 | Бер.                 | Квіт.                | Трав.                | Черв.                | Лип.                 | Серп.                | Вер.                 | Жовт.                | Лист.                | Груд.                | Рік                  |
| Абсолютний максимум, °C | 36                   | 36,6                 | 37,2                 | 37,6                 | 38                   | 38                   | 36                   | 38                   | 35,4                 | 35,2                 | 35                   | 35,5                 | 36,5                 |
| Середня температура, °C | 26,7                 | 27,1                 | 27,6                 | 27,8                 | 27,4                 | 27,1                 | 27,1                 | 27                   | 26,7                 | 26,4                 | 26,5                 | 26,6                 | 27                   |
| Абсолютний мінімум, °C  | 16,5                 | 16                   | 16                   | 15,8                 | 19                   | 19,5                 | 19,7                 | 17,5                 | 20                   | 17,8                 | 18,5                 | 17                   | 17,8                 |
| Норма опадів, мм        | 33                   | 11                   | 10                   | 67                   | 189                  | 242                  | 148                  | 241                  | 241                  | 310                  | 238                  | 118                  | 1847                 |
| Вологість повітря, %    | 69.6                 | 66.1                 | 64.9                 | 67.7                 | 78.2                 | 80.6                 | 79.6                 | 80.3                 | 81.2                 | 82.4                 | 81.9                 | 75.3                 | 75.7                 |
| ----------------------- | -------------------- | -------------------- | -------------------- | -------------------- | -------------------- | -------------------- | -------------------- | -------------------- | -------------------- | -------------------- | -------------------- | -------------------- | -------------------- |
| Джерело: Weatherbase    |                      |                      |                      |                      |                      |                      |                      |                      |                      |                      |                      |                      |                      |